# 아타리 포키

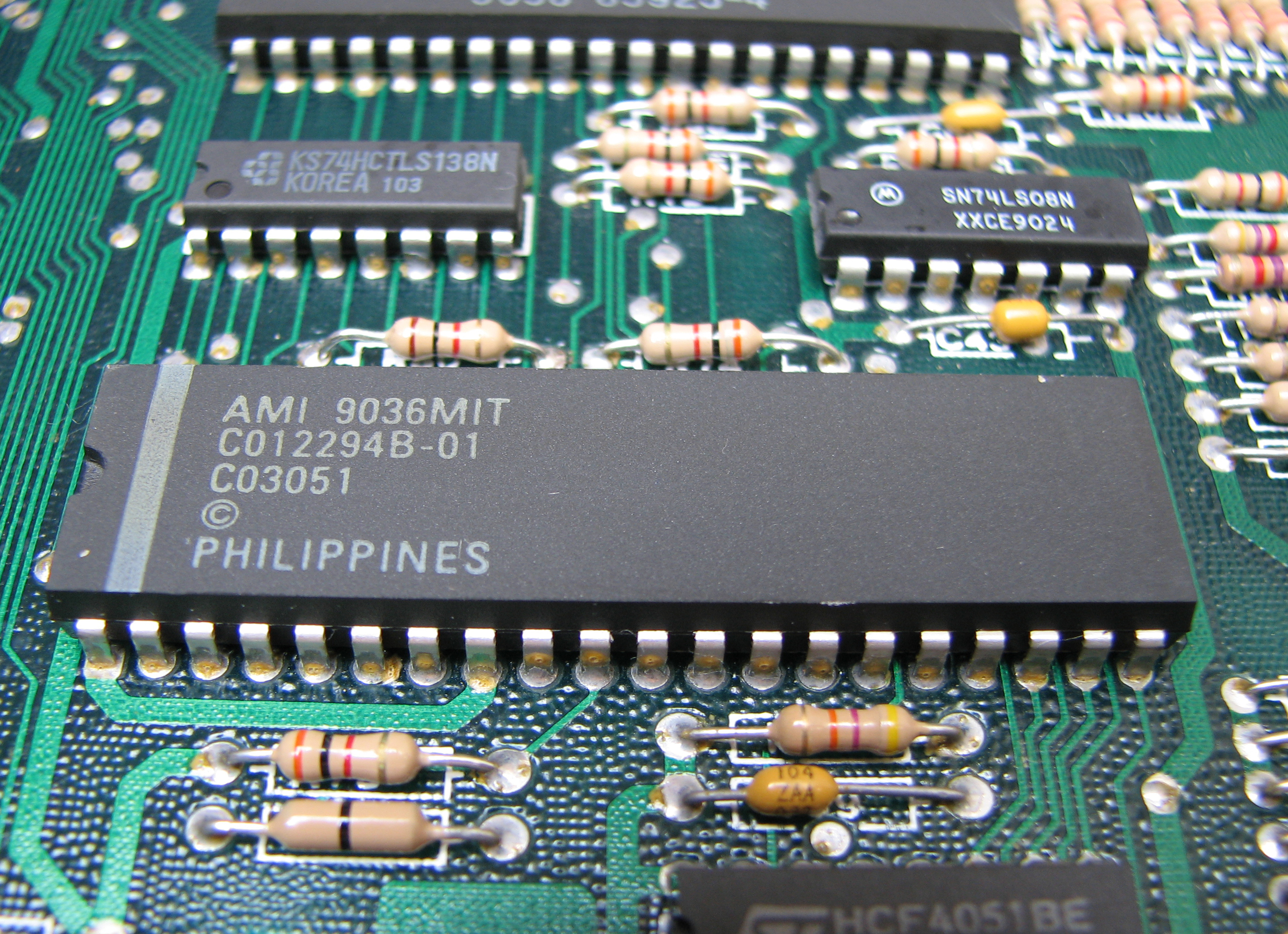

아타리 포키(Atari POKEY)는 사운드 칩 기능이 포함된 디지털 I/O칩으로 모델 번호는 C012294이며 40핀 DIP 패키지로 되어있다.
포키라는 이름은 POtentiometer(전위차계)와 KEYboard(컴퓨터 키보드)에서 따온 것으로 보통 패들과 같은 가변저항의 수치를 입력받거나 키보드와 같이 스위치 행렬의 스캔을 하는데 사용된다. 또 포키는 사운드 기능도 가지고 있는데 독특한 4화음의 구형화(square wave)는 칩튠 애호가들 사이에서 널리 알려져 있다.
포키의 사운드 기능은 1982년 2월 2일 U.S. Patent 4,314,236 "Apparatus for producing a plurality of audio sound effects"(복수의 오디오 사운드 효과 발생 장치)로 특허를 받았으며 발명자는 Steven T. Mayer와 Ronald E. Milner이다.
포키는 아타리 800같은 8비트 컴퓨터와 가정용 게임기인 아타리 5200에 사용되었으며 테트리스와 같은 오락실 게임기에도 널리 사용되었다.

## 사양
- 사운드 기능
  - 2~4채널의 모노 사운드
    - 8비트 4채널
    - 16비트 2채널
    - 16비트 1채널 + 8비트 2채널

  - 각 채널마다 볼륨, 주파수, 웨이브 폼(square wave, noise)을 따로 설정 가능
  - 하이패스 필터
- 64키까지 키보드 스캔 가능
- 8개의 포텐셔미터 포트 (8비트 해상도)
- 타이머(사운드 1,2,4 번 채널은 타이머 인터럽트 설정 가능)
- 난수 발생기(Random number generator : 17비트 카운터에서 8,9비트 발생)
- 시리얼 I/O 포트
- IRQ 인터럽트